# Barkeyville
Barkeyville est un borough situé au sud-ouest du comté de Venango, en Pennsylvanie, aux États-Unis,. En 2010, il comptait une population de 207 habitants, estimée au 1er juillet 2020 à 210 habitants. Le borough est fondé en 1796.

## Démographie
Lors du recensement de 2010, le borough comptait une population de 207 habitants. Elle est estimée, en 2020, à 210 habitants.